# ووچاک (ایوانگیتسا)
ووچاک (به صربی: Vučak) یک منطقهٔ مسکونی در صربستان است که در ایوانئیتسا واقع شده‌است. ووچاک ۳۵٫۴۷ کیلومتر مربع مساحت و ۲۲۹ نفر جمعیت دارد.